# لياندير ديندونكير
لياندير ديندونكير (25 أبريل 1995 بلجيكا - ) هو لاعب كرة قدم بلجيكي يلعب حاليًا لنادي وولفرهامبتون واندررز الإنجليزي حيث يجيد اللعب في مركز الوسط المدافع كما يجيد أيضًا اللعب في مركز الدفاع.

## وصلات خارجية
لياندير ديندونكير على موقع الاتحاد الدولي (مؤرشف)  (الإنجليزية)
- لياندير ديندونكير على موقع الاتحاد الأوربي (الإنجليزية)
- لياندير ديندونكير على موقع الاتحاد البلجيكي (الإنجليزية)
- لياندير ديندونكير على موقع إي إس بي إن إف سي (الإنجليزية)
- لياندير ديندونكير على موقع قاعدة بيانات كرة القدم.إي يو (الإنجليزية)
- لياندير ديندونكير على موقع ناشيونال فوتبول تيمز (الإنجليزية)
- لياندير ديندونكير على موقع Soccerbase.com (لاعب) (الإنجليزية)
- لياندير ديندونكير على موقع Soccerway.com (الإنجليزية)
- لياندير ديندونكير على موقع عالم كرة القدم.نت (الإنجليزية)
- لياندير ديندونكير على موقع AS.com (الإسبانية)